# Prinsessan de Clèves

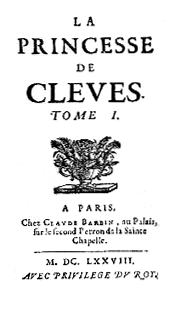
Originalutgåvans omslag

Prinsessan de Clèves är en roman av Madame de La Fayette som publicerades anonymt 1678.

## Handling
Berättelsen äger rum mellan oktober 1558 och november 1559 vid kung Henrik II av Frankrikes hov.

## Kritik
2005 avfärdade den dåvarande franska inrikesministern, Nicolas Sarkozy, romanen som "känslosvammel". Han ansåg att elevers läsning av den och andra "onyttiga" ämnen i skolan bidrog till ungdomars deltagande i Parisupploppen samma år.